# Chishti Sharif (huyện)
Chishti Sharif là một huyện thuộc tỉnh Herat, Afghanistan. Dân số thời điểm năm 1999 là 14,028 người.